# Abanohil
Abanohil je antagonist α1-adrenergičkog receptora.